# Suspiratio
El suspiratio (del latín suspirare, 'respirar hondo', 'suspiro', 'anhelo') es una figuración musical que se define como el uso dirigido de las pausas, generalmente breves.
El suspiratio está destinado a lograr un efecto de añoranza o suspiro. A menudo aparece como una modificación de una figuración corta, cuya nota más larga se reduce a la mitad y luego se complementa con un silencio correspondiente con la mitad del valor. 
Esta figuración musical retórica aparece en la música renacentista y barroca para producir un efecto de suspiro. Fue muy utilizada principalmente durante el barroco, que si se unía a una tonalidad menor, como por ejemplo, en el pasaje del Crucifixus de la Misa en si menor de Bach, dotaba de mayor pena, lamento y dramatismo a la pieza.
En la salmodia, el suspiratio corresponde a una cesura de corta duración indefinida; en notación mensural, cualquier pausa corta puede denominarse suspiratio.